# Jorge Cervera
Jorge Elio Cervera (San Rafael, Mendoza; 17 de enero de 1975) es un futbolista argentino. Juega de delantero en Alianza Futbolística (Villa Mercedes).

## Trayectoria
Comenzó su carrera en 1996 jugando para Gimnasia y Tiro. Jugó para el club hasta 1998. Ese año pasó a Argentinos Juniors, manteniéndose en el equipo hasta 1999. En 2000 se pasó a Instituto de Córdoba. Jugó para el club hasta 2001. Ese año se pasó a Banfield, en donde se mantuvo hasta 2003. En 2004 se fue a México para integrar el plantel de Querétaro. Ese año, después de su estadía por ese país, regresó a la Argentina para formar parte de las filas del Banfield nuevamente. Jugó para el equipo "Taladro" hasta 2005. Ese año se pasó a Gimnasia de La Plata. Se mantuvo ligado a ese equipo hasta 2006. En ese año se marchó al Belgrano de Córdoba, en donde jugó hasta 2007. Ese año se trasladó al Nueva Chicago, en donde se mantuvo jugando hasta 2008. Ese año se pasó a Olimpo de Bahía Blanca donde al final de la temporada se retira como jugador profesional.

### Regreso
Regresó al fútbol en 2011, 3 años después de su retiro y forma parte del Club Atlético Central Norte hasta 2012.

## Clubes
| Club                                  | País      | Año         | PJ | Goles |
| ------------------------------------- | --------- | ----------- | -- | ----- |
| Gimnasia y Tiro                       | Argentina | 1996-1998   | 57 | 17    |
| Argentinos Juniors                    | Argentina | 1998-1999   | 23 | 2     |
| Instituto (Cba.)                      | Argentina | 2000-2001   | 24 | 1     |
| Banfield                              | Argentina | 2001-2003   | 61 | 15    |
| Querétaro FC                          | México    | 2004        | 16 | 5     |
| Banfield                              | Argentina | 2004-2005   | 17 | 3     |
| Gimnasia y Esgrima (La Plata)         | Argentina | 2005-2006   | 20 | 2     |
| Belgrano (Cba.)                       | Argentina | 2006-2007   | 16 | 1     |
| Nueva Chicago                         | Argentina | 2007-2008   | 22 | 4     |
| Olimpo (Bahía Blanca)                 | Argentina | 2008        | 3  | 0     |
| Central Norte                         | Argentina | 2011- 2012  | 1  | 0     |
| Alianza Futbolística (Villa Mercedes) | Argentina | 2017 - 2020 |    |       |